# تجزیه‌وتحلیل شغل
تجزیه‌وتحلیل شغل، (به انگلیسی: Job analysis) فرآیندی است که از طریق آن، ماهیت و ویژگی‌های هریک از مشاغل در یک سازمان بررسی می‌شود و اطلاعات کافی دربارهٔ آن‌ها جمع‌آوری و گزارش می‌شود.
با تجزیه‌وتحلیل شغل، معلوم می‌شود که هر شغل چه وظایفی را شامل می‌شود و برای احراز و انجام شایستهٔ آن، چه مهارت‌ها، دانش‌ها و توانایی‌هایی لازم است. بنا به تعریفِ دیگری، تجزیه‌وتحلیل شغل، شرح خلاصهٔ وظایف و مسئولیت‌های شغل، رابطهٔ آن شغل با مشاغل دیگر، دانش و مهارت‌های لازم برای انجام دادن آن و شرایط کار است.